# Rudolf Sizmann
Rudolf Sizmann (* 16. März 1929 in Koog aan de Zaan im heutigen Zaanstad; † 26. August 1993 in München) war ein deutscher Physiker.

## Leben und Wirken
Rudolf Sizmann lebte ab 1946 in Rosenheim, wo er 1948 an der Oberrealschule das Abitur ablegte. Ab 1949 studierte er Chemie an der Ludwig-Maximilians-Universität München. 1956 wurde er bei Georg-Maria Schwab mit der Dissertation Rektifikation in Füllkörperkolonnen mit Inertgaszumischung promoviert. Anschließend wandte er sich der Technischen Physik unter Nikolaus Riehl an der Technischen Hochschule München zu, wo er sich 1962 habilitierte und anschließend als Privatdozent lehrte. 1964 erhielt er einen Ruf auf eine Professur für Experimentalphysik an der LMU, dem er 1965 folgte (ab 1967 als ordentlicher Professor). Zunächst beschäftigte er sich mit Fragen der Nuklearen Festkörperphysik, insbesondere dem sogenannten Channeling. Ab 1974 befasste er sich verstärkt mit der Erforschung der physikalischen Grundlagen der Energiegewinnung aus Solarstrahlung. Seit 1979 gehörte er dem Sachverständigenkreis „Sonnenenergie/regenerative Energiequellen“ des Bundesministeriums für Forschung und Technologie an. 1980 wurde er von der Bayerischen Akademie der Wissenschaften zum Ordentlichen Mitglied gewählt, 1986 von der Leopoldina. 1992 verlieh ihm die Deutsche Gesellschaft für Sonnenenergie eine Auszeichnung.